# Yörükyenicesi, Mudanya
Yörükyenicesi là một xã thuộc quận Mudanya, tỉnh Bursa, Thổ Nhĩ Kỳ. Dân số thời điểm năm 2011 là 380 người.